# Pierre Claude Pajol
Pierre Claude Pajol, conde de Pajol (3 de febrero de 1772-20 de marzo de 1844), fue un general de caballería y comandante durante la Revolución francesa y las guerras napoleónicas, y una figura política.

## Primeros años
Nacido en Besançon, al ser hijo de un abogado, quiso seguir el mismo camino que su padre, pero el estallido en 1789 de la Revolución francesa hizo que cambiara de idea. Entró al batallón de Besançon y tomó parte en los acontecimientos políticos de esos años. En 1791 se enroló en el ejército francés revolucionario, en el batallón de voluntarios del Rin Superior.
Pierre Claude tomó parte en la campaña de 1792 y fue uno de los asaltantes de Hochheim (1793). De estar a las órdenes de Adam Philippe de Custine pasó a las de Jean Baptiste Kléber, con quien participó en las campañas de Sambre y Rin (1794-1796). Después estuvo al servicio de Lazare Hoche y André Masséna en Alemania y Suecia (1797-1799). Pajol fue un jefe de caballería bajo las órdenes de Jean Victor Marie Moreau durante la campaña en el Rin Superior.

## Primer imperio
En los pocos años de paz Pajol, ahora coronel, fue enviado a la República Bátava y fue delegado en la coronación de Napoleón (fue el inicio del Primer Imperio francés). En 1805, pasó a ocuparse de la caballería ligera. Participó en la batalla de Austerlitz y después sirvió durante un corto periodo de tiempo en península itálica. Se volvió a unir a la Grande Armée como general de brigada, a tiempo para participar en la Batalla de Friedland. En 1808 fue nombrado barón del imperio.
En 1809 sirvió en el Danubio y en la Invasión napoleónica de Rusia al mando de una división y después un cuerpo de caballería. Tras la retirada del ejército de la zona, su salud quedó muy deteriorada, así que decidió refugiarse en su ciudad natal, Besançon, por un tiempo. Volvió al servicio activo a tiempo para participar en la Batalla de Dresde, en la que desempeñó un papel destacado. Una vez más resultó herido en la batalla de Leipzig. Pajol fue nombrado Comte (Conde) del imperio el 25 de noviembre de 1813.
En 1814, Pajol luchó en la Campaña de los Seis Días, al mando de todos los ejércitos del valle del Sena. Cuando Napoleón fue derrotado, Pajol se unió al gobierno de la Restauración, pero volvió a ponerse del lado de Napoleón cuando volvió a Francia. A su mando estuvo el primer cuerpo de caballería, que tuvo un papel destacado en la Batalla de Ligny y en el avance hasta Wavre bajo el mando de Emmanuel de Grouchy. Al recibir la noticia de la derrota napoleónica en la batalla de Waterloo, Pajol se retiró a París, donde él y sus hombres desempeñaron un papel activo en las acciones que pusieron fin a la guerra.

## Tras el imperio
Durante el resto de la Restauración estuvo apartado del servicio militar. Participó en la Revolución de 1830 y el derrocamiento de Carlos X. Reprimió los disturbios de París de 1831 y 1832, 1834 y 1839. Fue retirado del servicio activo en 1842 y murió dos años después, el 20 de marzo de 1844.
Tuvo un hijo, Charles Paul Victor Pajol (1821-1891), destacado militar que participó en la guerra franco-prusiana y estuvo involucrado en la catástrofe de Metz. Fue además escultor y escribió una biografía de su padre y una historia de las guerras del reinado de Luis XV.